# 对苯二甲酸
对苯二甲酸是苯二甲酸异构体中的一个，两个羧基处于苯环的对位，化学式为p-C6H4(COOH)2。对苯二甲酸是生产聚酯，尤其是聚对苯二甲酸乙二酯（PET）的原料。
对苯二甲酸难溶于水、醇和醚中，加热时升华而不熔化，因此1970年以前都是通过转化为二甲基酯的方法来纯化的。

## 生产
工业上对苯二甲酸主要由對二甲苯（英文p-Xylene，化工業簡寫PX）的液相空气氧化得到。
以乙酸为溶剂，乙酸钴－乙酸锰为催化剂，四溴乙烷为助催化剂，于221－225℃，2.5－3.0MPa下氧化，离心分离、干燥，得粗对苯二甲酸（CTA）。粗对苯二甲酸中最有害的杂质是对羧基苯甲醛，可以通过加氢除去。然后经过结晶、过滤、洗涤、干燥，便得到较纯的精对苯二甲酸（PTA）。
目前較流行的PTA工業生產方法均來源於阿莫科（Amoco）法，而阿莫科法原為美國中世紀公司（Mid-century）於1955年發明並使用的MC法。阿莫科公司在MC法基礎上開發了加氫精制工藝解決了PTA精製的問題，同時還將生產過程從原來的間斷法改為連續法。